# Черноголовый архилохус
Черноголовый архилохус, или черногорлый архилохус (лат. Archilochus alexandri) — вид птиц из семейства колибри. Взрослый самец имеет чёрную голову и горло, глянцевую пурпурную полосу на горле и тёмный раздвоенный хвост. Самка имеет тёмный округлый хвост с белыми кончиками и похожа на самок рубиновогорлого колибри.
Ареал — запад и юг Северной Америки. Обитает в открытых полузасушливых районах вблизи воды в западной части США, северной Мексики и южной части Британской Колумбии (Канада). Мигрирующие птицы, большую часть зимы проводят в Мексике.
Питаются нектаром цветов, используя длинный язык или ловят насекомых на лету. Самка строит хорошо замаскированные гнезда в защищенных местах в кустарниках или деревьях с помощью растительных волокон, паутины и лишайников.
Из-за своих небольших размеров, они уязвимы для насекомоядных птиц и других животных. Эта птица является довольно распространённой в своём ареале.